# Étienne Souriau
Étienne Souriau (Lille, 1892 — Paris, 1979) foi um filósofo francês, especialista em Estética.

## Principais obras
- L'Abstraction sentimentale, 1925
- L'Avenir de l'esthétique: essai sur l'objet d'une science naissante, F. Alcan, Coll. « Biblio. de Philosophie Contemporaine », 1929
- L'Ombre de dieu, 1955
- Poésie française et la Peinture, 1966
- Clefs pour l'esthétique, 1970
- La Couronne d'herbes, 1975
- La Correspondance des arts, science de l'homme: éléments d'esthétique comparée, 1969
- L'Avenir de la philosophie, Gallimard, coll. « Idées », 1982 ISBN 978-2070354696
- Les Deux Cent Mille Situations dramatiques
- L'Univers filmique,
- La Correspondance des arts, 1947

Em colaboração
- Esthétique industrielle, avec Charles Lalo et d'autres, articles parus dans la Revue d'esthétique, julho/dezembro 1951
- Vocabulaire d'esthétique, avec Anne Souriau, PUF, coll. « Quadrige », 2004 ISBN 978-2130544012